# Marion megye (Mississippi)
Marion megye az Amerikai Egyesült Államokban, azon belül Mississippi államban található. Megyeszékhelye és legnagyobb városa Columbia. Lakosainak száma 24 441 fő (2020. április 1.). Marion megye Jefferson Davis, Lamar, Pearl River, Washington, Walthall és Lawrence megyékkel határos.

## Népesség
A megye népességének változása:
| Lakosok száma | 27 064 | 26 754 | 26 395 | 26 180 | 25 563 | 24 441 |
|               | 2010   | 2011   | 2012   | 2013   | 2015   | 2020   |